# Cevenas
Las Cevenas (en francés: Cévennes; en occitano: Cevenas o Cevena) son una cadena de montañas en el centro-sur de Francia, que abarca partes de los departamentos de Gard, Lozère, Ardèche, y Haute-Loire.
Parte de las Cevenas es una zona protegida, creada en 1970, como Parque nacional de Cevenas (Parc National de Cévennes) y comprende 85 000 ha (850 km²). Las Cevenas fueron declaradas reserva de la biosfera en 1985 y forman parte del patrimonio mundial de la Unesco desde el 28 de junio de 2011, como «Causses y Cevenas».
La palabra Cévennes viene del galo Cebenna, que fue latinizada por Julio César como Cevenna (Cevena). Las Cevenas reciben el nombre de Cemmenon (Κεμμένων) en la Geographia de Estrabón.
La densidad de población es de 14 hab/km². Las Cevenas son parte del Macizo Central. Van desde el suroeste (Montagne Noire) al noreste (Monts du Vivarais); la cumbre más alta es el Mont Lozère con 1702 m.
Otro pico notable es el mont Aigoual con 1567 m. Los ríos Loire y Allier fluyen hacia el océano Atlántico, la Ardèche y el afluente Chassezac, Cèze.
Hay importante puntos volcánicos en la zona, especialmente el Mont Aigoual, que es de origen volcánico. Se trata de los restos de un antiguo estratovolcán. La roca volcánica más abundante es la anfibolita. El Monte Lozère no es de origen volcánico.

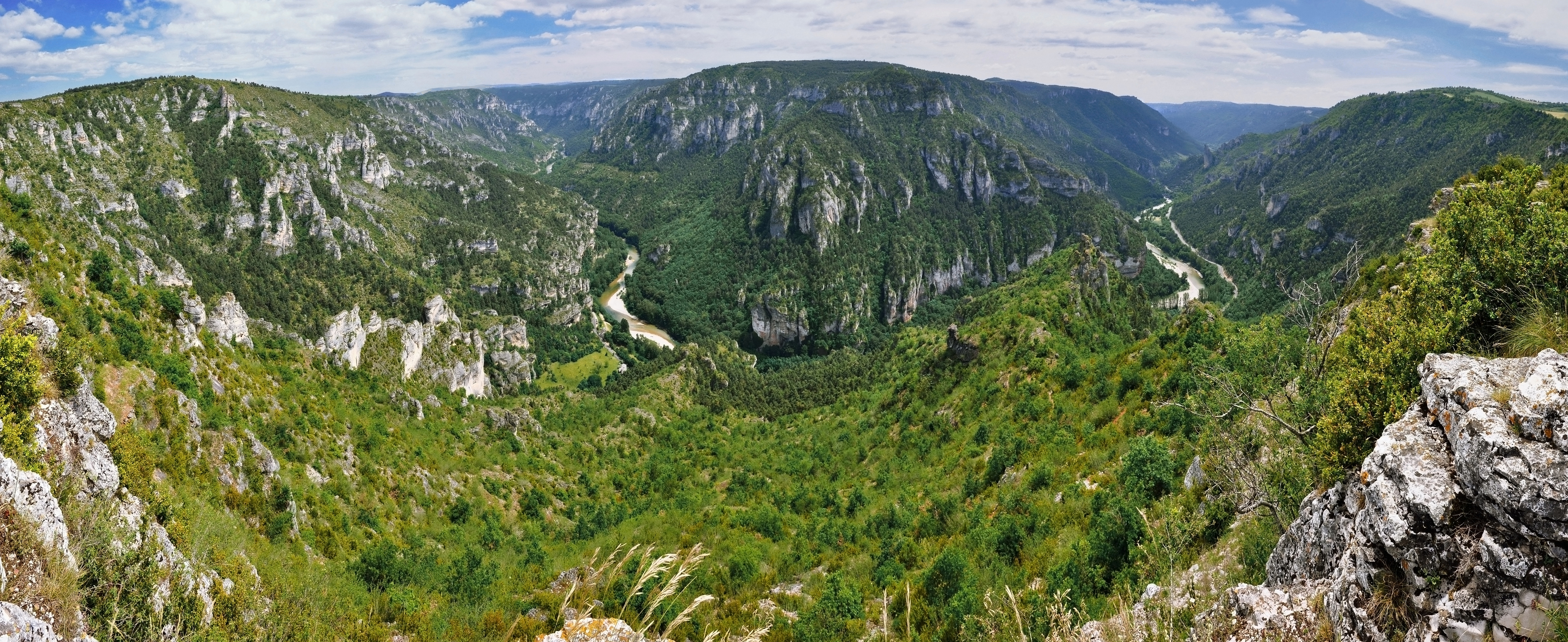
Vista de las Cevenas.

## Clima[1]
| Parámetros climáticos promedio de Mont Aigoual (France) | Parámetros climáticos promedio de Mont Aigoual (France) | Parámetros climáticos promedio de Mont Aigoual (France) | Parámetros climáticos promedio de Mont Aigoual (France) | Parámetros climáticos promedio de Mont Aigoual (France) | Parámetros climáticos promedio de Mont Aigoual (France) | Parámetros climáticos promedio de Mont Aigoual (France) | Parámetros climáticos promedio de Mont Aigoual (France) | Parámetros climáticos promedio de Mont Aigoual (France) | Parámetros climáticos promedio de Mont Aigoual (France) | Parámetros climáticos promedio de Mont Aigoual (France) | Parámetros climáticos promedio de Mont Aigoual (France) | Parámetros climáticos promedio de Mont Aigoual (France) | Parámetros climáticos promedio de Mont Aigoual (France) |
| Mes                                                     | Ene.                                                    | Feb.                                                    | Mar.                                                    | Abr.                                                    | May.                                                    | Jun.                                                    | Jul.                                                    | Ago.                                                    | Sep.                                                    | Oct.                                                    | Nov.                                                    | Dic.                                                    | Anual                                                   |
| ------------------------------------------------------- | ------------------------------------------------------- | ------------------------------------------------------- | ------------------------------------------------------- | ------------------------------------------------------- | ------------------------------------------------------- | ------------------------------------------------------- | ------------------------------------------------------- | ------------------------------------------------------- | ------------------------------------------------------- | ------------------------------------------------------- | ------------------------------------------------------- | ------------------------------------------------------- | ------------------------------------------------------- |
| Temp. máx. abs. (°C)                                    | 15.6                                                    | 15                                                      | 16.5                                                    | 20.5                                                    | 22.6                                                    | 28                                                      | 28                                                      | 28.7                                                    | 25.5                                                    | 20.6                                                    | 18.6                                                    | 16.7                                                    | 28.7                                                    |
| Temp. máx. media (°C)                                   | 0.8                                                     | 0.7                                                     | 2.4                                                     | 4.2                                                     | 8.8                                                     | 12.7                                                    | 16.4                                                    | 16.3                                                    | 12.7                                                    | 8.1                                                     | 3.9                                                     | 2.3                                                     | 7.5                                                     |
| Temp. media (°C)                                        | -1.4                                                    | -1.5                                                    | -0                                                      | 1.7                                                     | 6.1                                                     | 9.7                                                     | 13.2                                                    | 13.2                                                    | 10                                                      | 5.8                                                     | 1.6                                                     | -0                                                      | 4.9                                                     |
| Temp. mín. media (°C)                                   | -3.6                                                    | -3.7                                                    | -2.4                                                    | -0.8                                                    | 3.4                                                     | 6.7                                                     | 9.9                                                     | 10.1                                                    | 7.2                                                     | 3.5                                                     | -0.7                                                    | -2.4                                                    | 2.3                                                     |
| Temp. mín. abs. (°C)                                    | -23.1                                                   | -28                                                     | -19.7                                                   | -11                                                     | -8.3                                                    | -3.3                                                    | 0                                                       | 0.6                                                     | -6                                                      | -9.8                                                    | -15                                                     | -20.6                                                   | -28                                                     |
| Precipitación total (mm)                                | 214.1                                                   | 184.7                                                   | 135.6                                                   | 186.8                                                   | 173.9                                                   | 111.6                                                   | 59.5                                                    | 78.3                                                    | 172.9                                                   | 289                                                     | 251.7                                                   | 228.1                                                   | 2086.2                                                  |
| Fuente: Météo climat stats «Clima de Mont Aigoual».     |                                                         |                                                         |                                                         |                                                         |                                                         |                                                         |                                                         |                                                         |                                                         |                                                         |                                                         |                                                         |                                                         |